# ائوجنیو دلا کاسا
ائوجنیو دلا کاسا (ایتالیایی: Eugenio Della Casa؛ ۱۹۰۱ – ۲۵ اوت ۱۹۸۵) بازیکن واترپلو اهل ایتالیا بود. وی در بازی‌های المپیک تابستانی ۱۹۲۴ شرکت کرده‌است.